# Julian Jarrold
Julian Edward Peter Jarrold (Norwich, 15 mei 1960) is een Britse regisseur. Hij regisseerde onder meer de films Becoming Jane uit 2007 en Brideshead Revisited uit 2008.

## Films
- Dramarama (1983), televisieserie (meerdere afleveringen)
- Children's Ward, televisieserie (1990-)
- Fighting for Gemma (1993)
- Cracker: The Big Crunch (1994), televisieaflevering
- Medics: All in the Mind (1994), televisieaflevering
- Medics: Changing Faces (1994), televisieaflevering
- Some Kind of Life (1995)
- Silent Witness (1996), televisieserie (meerdere afleveringen)
- Touching Evil: Deadly Web, televisieaflevering
- Touching Evil: Through the Clouds, televisieaflevering
- Painted Lady (1997)
- All the King's Men (1999)
- Great Expectations (1999)
- Never Never (2000)
- White Teeth (2002)
- Crime and Punishment (2002), televisiefilm
- The Canterbury Tales: The Man of Law's Tale (2003)
- Anonymous Rex (2004)
- Kinky Boots (2005)
- Becoming Jane (2007)
- Brideshead Revisited (2008)
- Red Riding '1974' (2009), televisieaflevering
- The Girl (2012)
- The Great Train Robbery (2013)
- A Royal Night Out (2015)

- Bibliothèque nationale de France: cb15579678x (data)
- Gemeinsame Normdatei: 136264417
- International Standard Name Identifier: 0000 0001 2019 5755
- Library of Congress Control Number: no00023053
- Nationale Bibliotheek van Letland: 000252655
- Nationale Bibliotheek van Tsjechië: mzk2011642427
- Nationale Bibliotheek van Israël: 987007447730705171
- Nationale Bibliotheek van Polen: a0000002367180
- Nederlandse Thesaurus van Auteursnamen: 242822088
- Système universitaire de documentation: 130863971
- Virtual International Authority File: 327777
- WorldCat: E39PBJth4MC9dp9CfQm3HP6Myd